# Cargoul „București”
Cargoul „București” este prima navă românească care a făcut o călătorie în jurul Pământului. La 11 august 1963, a plecat din portul Constanța, cu un echipaj de 37 de marinari sub comanda căpitanului Liviu Neguț.
Cargoul fost construit în 1962 în Iugoslavia împreună cu nava „Dobrogea”. A parcurs 27.600 de mile, cu o viteză medie de 12 noduri, iar călătoria a durat 134 de zile. 
Echipajul a vizitat Santiago de Cuba; Boquerón, golful Guantanamo; Playa Girón (Plaja Porcilor); Canalul Panama și China unde au descărcat 10.000 de tone de zahăr din Cuba lui Fidel Castro.  La 22 decembrie 1963, echipajul a ajuns acasă, în Portul Constanța.
În septembrie 1990 a ajuns la fier vechi la Aliağa, Turcia.